# Torvalla urskog
Torvalla urskog är ett av tre naturreservat som ligger i omedelbar närhet till Östersunds tätort. Området har inte avverkats under de senaste 100 åren, och där finns tallar som är upp till 250 år gamla. Skogen består  till övervägande del av gran och tall men det finns också ett mindre inslag av björk och rönn. Den stora mängden av lågor (omkullfallna träd) ökar urskogskaraktären och ger en gynnsam livsmiljö för vissa djur och växter.

## Växter

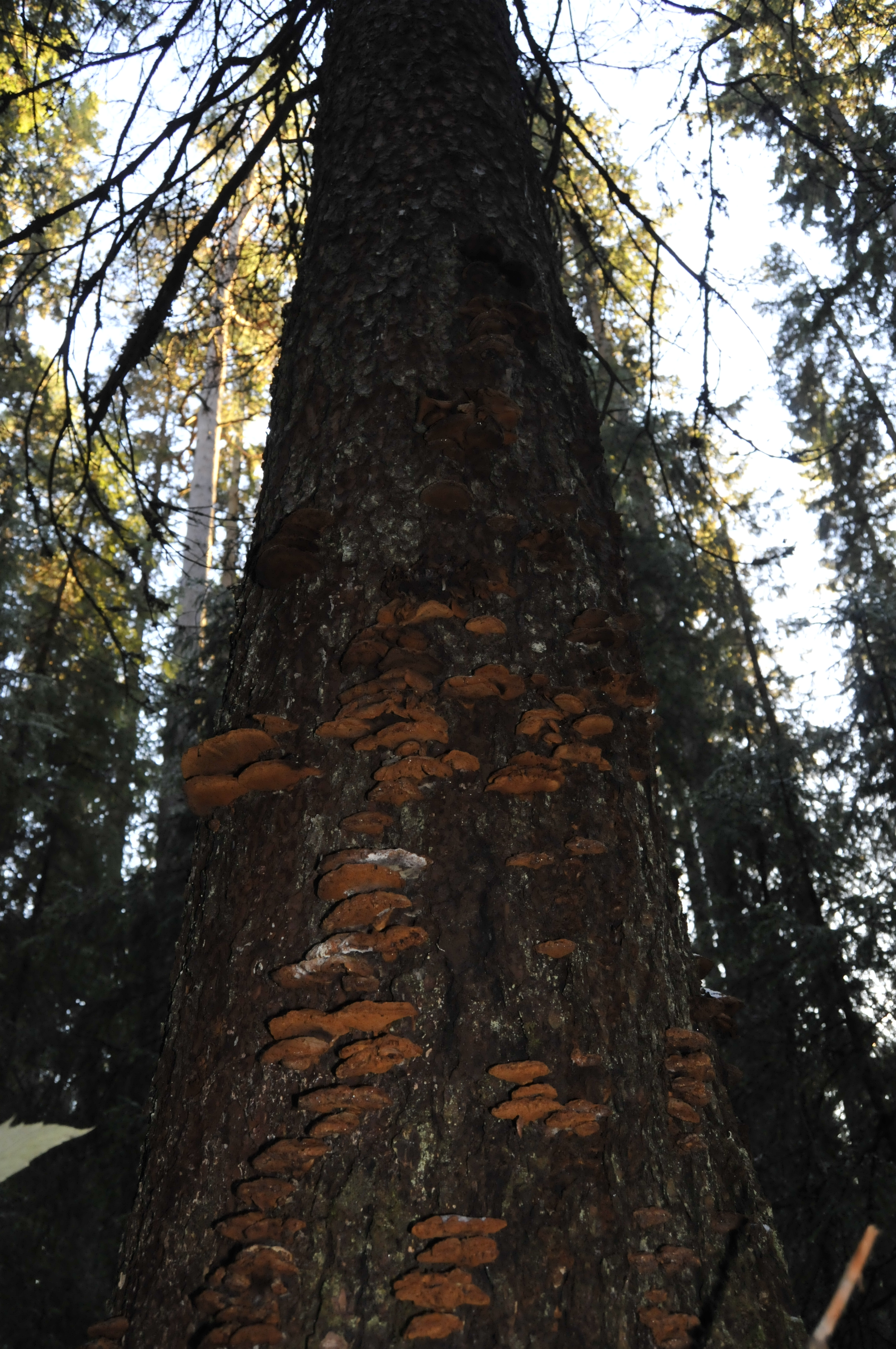
Tickor i Torvalla urskog

I den norra delen av naturreservatet finns ett rikkärr där följande orkidéer växer:
- Flugblomster (Ophrys insectifera)

Blomman har en form som liknar en fluga, så mycket att riktiga flugor försöker para sig med den. På det sättet blir blomman pollinerad.
- Brudsporre (Gymnadenia conopsea)

Brudsporre är en orkidé vars blomdoft påminner om klöver eller nejlikor. Blommans läpp är tredelad och sporren är lång. På ömse sidor om sporrens mynning finns de stora, svagt rosenfärgade märkesytorna, och ovanför dem en stor ståndare med ett litet äggformigt ståndarrudiment på vardera sidan. Kronbladen är rödvioletta. I den täta blomställningen finns mellan 20 och 80 blommor. Bladen är lansettlika och smala.
- Skogsnycklar (Dactylorhiza maculata)

Skogsnycklar är en underart till Jungfu Marie nycklar.
- Spindelblomster

Växten är en örtväxt som kan vara svår att se. Den är lågväxt, cirka 1 dm hög, har två små blad. Bladen är oskaftade, tunna, hjärtformade och cirka 2 cm långa.
- Tvåblad (Listera ovata)

Tvåblad är högväxt orkidé som kan bli en halv meter hög. Stjälken har två stycken oskaftade ovala blad som kan bli upp till en dm höga och fem cm breda. Blommorna sitter i långa, glesa, axlika klasar och är gulgröna till färgen.

## Fåglar
Lavskrika är en fågel som trivs bra i gamla skogar med lavbehängda träd.
Den bygger sitt bo av hänglavar. Även tretåig hackspett och spillkråka förekommer i urskogen.